# Hercegszántó
Hercegszántó község (horvátul: Santovo, szerbül: Сантово) Bács-Kiskun vármegye Bajai járásában. Közúti határátkelőhely Szerbiába.

## Fekvése
A Bácskai-síkvidék déli szélén helyezkedik el, közvetlenül a szerb határ mellett, a Duna bal parti oldalán, a folyótól 12 kilométerre keletre, Bajától 29 kilométerre délre.
A határ magyar oldalán csak három települési szomszédja van: észak felől Dávod, északkelet felől Bácsszentgyörgy, nyugat felől pedig Homorúd. Dél felől a legközelebbi település a szerbiai Béreg (Бачки Брег / Bački Breg)
Csak közúton közelíthető meg, az 51-es főúton, mely keresztülhalad a központján is, ezen érhető el az ország északabbi részei, illetve a határátkelőhely felől is. Budzsak nevű különálló településrészével és azon keresztül Homorúddal az 5151-es út köti össze, Hóduna nevű településrészére pedig az 51 148-as számú mellékút vezet.

## Története
Neve először okiratban Szent István uralkodása alatt említtetik, Zanthow alakban, majd jóval később, 1419-ben Hercegszántó formában. Az előtag arra utal, hogy a birtok a (Duna) szekcsői Herceg család tulajdonában volt. Szent István királyunk a falut a veszprémvölgyi apácáknak adományozta, mégpedig a helyi káptalannal és 30 házzal együtt. (Ez az akkori időkben tekintélyes településre vall.) Az adományozást Károly Róbert király 1308-ban megerősítette. Az okiratban említtetik, hogy a falu egész határa az apátnő birtoka, és hogy a vásárjog is, más jövedelmekkel együtt az apácákat illeti. Kitér a királyi levél arra is,  hogy a határban őskori föld- és kőhalmok vannak, északon az Érhát, keleten a Bálvány nevű domb, déli részeken pedig egy erdő.
A következő évszázadról nem sokat tudunk. Valószínű, hogy a mocsaras vidék menedéket nyújtott a lakosságnak a tatárjárás idején, amikor 1241-ben szinte az egész ország elpusztult. A következőkben a falu több alkalommal említtetik a birtokosok neveiben: Bátmonostor 1323. évi beiktatásánál jelen volt Szántó Demeter, 1369-ben a pécsi káptalan jelenti Nagy Lajos királynak, hogy Szántó Mihály hatalmaskodva használja László mesternek két birtokát. A települést 1399-ben a Czobor család birtokolta, amit onnan tudunk, hogy a bácsi káptalan határjárást tartott, és a Czobor tulajdonok között Szántó is szerepelt. Rövidesen, 1405-ben a falu a szekcsői Herczeg Péter birtokába került, akinek jobbágyai kirabolták és felgyújtották Töttös László három faluját. Szántói Marhárt Jakab – akinek felesége Lekcsei Sulyok György leánya volt –, Szántón is szerzett 1455-ben tulajdont. Még ebben az esztendőben, örökösök nélküli elhalálozásuk esetére, kölcsönös örökösödési szerződést kötött a Sulyok testvérekkel. Marhárt Jakab özvegye, Borbála 1485-ben Czobor Mártonnak adta a szántói részbirtokot, mely némely oklevélben Morhátszántónak van nevezve.

### A Herczeg család története
A török megszállásig lejátszódó eseményeket újból csak a Herczeg család uralomra jutásával látjuk tovább szövődni. Ez a család birtokait Moys nádortól kapta, de Szekcső és Csele helységek egy részét Nána szerzi meg.
A Herczeg családnak két ága: a tamási és szekcsői ága ismeretes, és a Hédervári családhoz tartozott a güszingi és a német-újvári grófokkal együtt.

#### A Herczeg család birtokai
Mérhetetlen kiterjedésű birtokai voltak Bodrog, Szerém, Valkó, Pozsega, Somogy és  Baranya vármegyékben.
Ezek közül Bodrog vármegyében találjuk: Daut (Dávod) helységet várral. 1342–1521-ig kamarai székhely volt vásárokkal.
Bodrog, Budrug, Bodrogh. A Herczegek kezén találjuk 1341–1535-ig. Ősrégi város. A 14. században a vármegyegyűlések helye. A mai Zombortól nyugatra - a Duna, Bezdán és Monostorszeg között feküdt. A 15. században már elhanyagolt állapotban volt.
Adorján, Adrián, Adreán helység. Herczegek kezén 1376–1492-ig. Bodrog vármegye északnyugati felében keresendő.
Baracska, Barakcsa, Villa Barascha helység. Herczegeké 1318–1522-ig. Ma is a Duna mellett Bajától délre fekszik.
Bennye, Bengő, Benye, Benew. 1359–1405-ig a Herczegeké. Gara és Dávod vidékén lehetett.
Berjeg, Berek, Beryeg, Byryeg, Béreg. 1368–1482-ig bírta a Herczeg család. Ma Bezdántól északra fekszik.
Dustelke, Dus, Terra Dustheluk. 1341–1405-ig látjuk a Herczegek kezén. Dávod és Hercegszántó közt keresendő.
Göllencs és Igalhegy. 1391–1472-ig részben a Herczegeké, részben a Gesztieké. A Duna mellett keresendő.
Nyavalád, Navalág, Nawalyak, Navalag 1384–1418-ig képezte a Herczeg család birtokát. Gara, Kajánd stb. helységek közelében keresendő. Szántó, Szántova, Zanthow, Zantov, Zanthó. 1349–1497-ig a Herczegeké. 1520–21-ben Herczeg-Zanthó, Zanthó-Herczeg volt. Fekvése a Duna mentén, Zombortól északkeletre. Tiz-Ház-Szent-Márton, Tizhazscentmartan. 1346–1497-ig volt a Herczegeké. Valószínű Vaskút és Gákova közti vidéken feküdt. Töttös, Tittös, Theutus, Theuthes, Thitheus, Thewthews. 1384–1497-ig bírták a Herczegek. Bátmonostor és Szekcső határjárásakor tűnik fel. 1497-ben Baranyában - máskor megye nélkül említtetik.
A szekcsői Herczeg család a fenti helységeken kívül a lévai Cseh, vagy Vajdafi család birtokára; éspedig Csente, Tóthfalu, Negyven, Szent-György, Vanna, Keresztes, Battyán, Avató és Belkü(l)öd helységekre főleg Mátyás király alatt részjogot tartott.
Az 1514-es parasztháború eseményei megrázták az egész vidéket, mert a keresztes hadjárat meghirdetésére sok jobbágy jött össze. A kalocsai érsek hiába kísérelte meg a hadat hazaküldeni.
A mohácsi vészt követő törökdúlás idején a falu elnéptelenedett. Csak lassan népesült be újra, mert a mocsaras ártér védelmet nyújtott a megszállók ellen. Megkezdődött a betelepülés, elsősorban a déli országokból, elsősorban Szerbiából. A török közigazgatás Hercegszántót a bajai náhijébe (járásba) sorolta. A defterekben (adókönyvekben) a falu 1554-ben 11, két évtizeddel később 14, majd 1590-ben 60 házzal szerepelt. Ezek összesített adatok, mert a település három göröndre (magasabban fekvő részre) települt. Így Dolna- (Alsó), Szredna- (Közép) és Gorni- (Felső) Szántova néven említik a falurészeket a török összeírók.
A 17. században – a hadak szüntelen mozgása, a rablások és fosztogatások miatt – napi járóföldre alig maradt ember. Megkezdődött viszont a délszláv népek felköltözése: 1687-ben Petrovics Novák rác kapitány hozta magával szerb fegyvereseit, akikkel Szabadka, Szeged és Baja várát népesítették be. Kissé később jutott közülük Baja környékére, így Hercegszántóra is. A török kiűzése után a falu kamarai birtok lett. Az 1699-es vármegyei összeírás szerint Hercegszántón 47 gazda és 10 felnőtt fiú találtatott. Tulajdonukban pedig 5 ló, 21 ökör, 37 tehén, 34 borjú, 38 juh és kecske, 58 sertés, 310 méhkas, 46 hold szántó volt árpával és kölessel együtt. A következő összeírásokban, 1714-ben 31, a következő évben 20 adófizető, az 1724-ben végzett (Czobor-féle összeírásban) 30 telepes szerepel. Egy évvel később 54 adózó személyt számláltak.
Az 1768-ban készült kamarai térképen a déli határban Rozlica-bara (tó), ettől keletre pedig erdő és a Bubanya-dűlő van feltüntetve, az északnyugati részen pedig egy Bacság (Budzsák) nevű erdő. A faluban ekkor 126 katolikus rác, helyesen sokác család élt, 3369 holdon gazdálkodott. (Ez 84 teleknek felelt meg.) Bubanya területe 320 hold volt, 8 telek. A szántói sokácok a közép-boszniai Olovo környékéről származnak.
Úrbéri rendezés kétszer is történt. Először 1722. augusztus 13-án, amikor a helység kamarai terület központja volt. Ekkor a faluhoz tartozott a már említett Bubanya-dűlő és a Kabi-sziget. Az 1785. évi úrbéri rendezéskor Szántován 70 telken 144 telkes gazda és 43 zsellér volt. A Dunának újonnan keletkezett ága a községi közlegelőkből 400 holdnyi területet elvágott. Ezt a részt Kadinak vagy Osztrovácnak nevezték, A mohácsi uradalom magának követelte, de eredménytelenül, mert csak árvíz idején vált szigetté, kis víz idején összefüggött a falu határával. A gazdálkodásról képet kaphatunk a bácsi kamarai kerület 1743-ban kelt tizedjegyzékéből. Szántón 2531 kereszt búzát arattak. (Egy-egy keresztből másfél pozsonyi mérő búzát csépeltek, ami termékenység tekintetében az élen áll.) Ebből a plébánosi tized 18 7/8 mérőt tett ki. (Kitűnik, hogy a községnek ekkor már volt plébánosa.)
A római katolikus paplak 1715-ben, a templom 1752-ben épült. Villámcsapás következtében 1812-ben megrongálódott, öt év múlva állították helyre. A szerb ortodox templomot 1900-ban emelték.
1912-ben megépült a Baja–Bezdán–Apatin–Szond-vasútvonal, amely Hercegszántót is érintette. A vasútvonal megszűnt 1972. december 31-én.
A lélekszám a történelmi vihar közepette is folyamatosan emelkedett. Az 1890. évi népszámláláskor 3357 lakost mutattak ki, és 582 házat. Az itt élők közül 1915 sokác, (valószínűleg a szerb lakosságot is ez az adat tartalmazza), 1336 magyar, 41 szlovák, 35 német.
A Szántova név úgy keletkezett (1773), hogy a magyar „Szántó” helynév a szerbhorvátban képzővel bővült. A Hercegszántó névalakot hivatalosan 1904-ben vették be. A helyi szerbek legendája szerint a falu a „sante” (ejtsd: szánte) jégtábla szóból ered, mivel a szájhagyomány szerint a falut télvíz idején a zajló Dunán jőve alapították meg.
2001-ben lakosságának 12,2%-a horvát, 3,8%-a szerb, 0,6% német, 0,2% cigány nemzetiségűnek vallotta magát.

## Közélete

### Polgármesterei
- 1990–1994: Bognár József (MDF-FKgP)[4]
- 1994–1998: Bognár József (független)[5]
- 1998–2002: Bognár József (független)[6]
- 2002–2006: Rittgasser János (független)[7]
- 2006–2010: Feigl József (független)[8]
- 2010–2014: Feigl József (független)[9]
- 2014–2019: Feigl József (független)[10]
- 2019–2024: Varga Gábor (Fidesz-KDNP)[11]
- 2024– : Varga Gábor (Fidesz-KDNP)[1]

## Népesség
A település népességének változása:
| Lakosok száma | 2085 | 2080 | 1970 | 1916 | 1659 | 1645 | 1634 |
|               | 2013 | 2014 | 2018 | 2021 | 2022 | 2023 | 2024 |

A 2011-es népszámlálás során a lakosok 83,1%-a magyarnak, 0,8% cigánynak, 15,5% horvátnak, 1,9% németnek, 0,3% románnak, 4% szerbnek mondta magát (14,1% nem nyilatkozott; a kettős identitások miatt a végösszeg nagyobb lehet 100%-nál). A vallási megoszlás a következő volt: római katolikus 71,2%, református 1,5%, evangélikus 0,3%, görög katolikus 0,4%, felekezeten kívüli 5,4% (17% nem nyilatkozott).
2022-ben a lakosság 86,9%-a vallotta magát magyarnak, 14,1% horvátnak, 3,8% németnek, 3,7% szerbnek, 0,2% románnak, 0,1-0,1% bolgárnak, cigánynak és ukránnak, 2% egyéb, nem hazai nemzetiségűnek (9,5% nem nyilatkozott; a kettős identitások miatt a végösszeg nagyobb lehet 100%-nál). Vallásuk szerint 56,1% volt római katolikus, 2,4% ortodox, 1,3% református, 0,2% evangélikus, 0,2% görög katolikus, 1,2% egyéb keresztény, 1,4% egyéb katolikus, 7,8% felekezeten kívüli (29,4% nem válaszolt).

## Nevezetességei
- Baptista templom
- Ortodox szerb templom

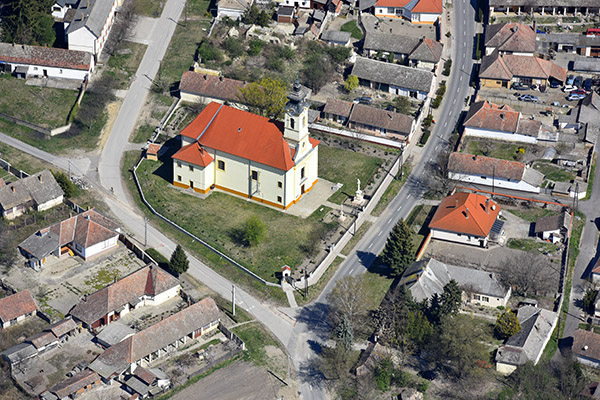
Hercegszántó, katolikus templom a magasból

- Nagyboldogasszony római katolikus templom
- Vodica-Máriakert kegyhely
- Karapancsai vadászkastély
- Kiskastély

## Híres szülöttei
- Albert Flórián, Magyarország egyetlen aranylabdás labdarúgója, a település díszpolgára
- Blazsetin István, Stipan Blažetin, magyarországi horvát költő és író
- Büky József, 1782-ben avatták orvostudorrá; ezután Bács vármegye, 1801-ben Bihar vármegye főorvosa és táblabírája lett.
- Dékity Márk, Marko Dekić, magyarországi horvát költő, újságíró
- Devics József, közgazdász, egyetemi tanár, a közgazdaságtudomány kandidátusa
- Ljubinko Galić, magyarországi szerb költő
- Vojislav Galić, magyarországi szerb költő
- Jelasity Radován, magyarországi szerb származású közgazdász, a Szerb Nemzeti Bank (NBS) volt elnöke - a család Hercegszántón élt, Radován azonban Baján született
- Jelity Mihály, Mišo Jelić, magyarországi horvát költő, népművelő
- Kondor Gusztáv (1825–1897) csillagász, matematikus, az MTA tagja
- Mándy Pál, (1927. július 20-) közgazdász, az UCL-Leuveni Katolikus Egyetem professzor emeritusa - Mándy Ádám tanító fia
- Szurcsik János, Munkácsy díjas festőművész
- Villányi Zsigmond, öttusázó
- Gyurity Mátyás, építőmérnök, Feketeházy János-díjas hídtervező
- Gyurity István, színművész, énekes, a magyarországi horvátság kiemelkedő egyénisége
- Gyurity Mátyás, ácsmester, számos templomtorony-sisakszerkezet, valamint háztető építője szerte az országban